# Jan Hudec
Jan Hudec (* 19. srpna 1981 Šumperk) je bývalý kanadsko-český alpský lyžař.

## Sportovní kariéra
Jeho otec Jan se stal mistrem Československa ve sjezdovém lyžování, matka se věnovala běhu na lyžích. Na českém území žil pouze 10 měsíců. Jeho rodiče se totiž rozhodli pro emigraci z Československa a ideální příležitost se naskytla při dovolené v Jugoslávii. Hudcovi se s desetiměsíčním synem dostali na plachetnici podél pobřeží až do Itálie, odkud se pak přesunuli do Německa. Zde žili čtyři roky, když se rozhodli pro definitivní odjezd do Kanady. Po přesunu do Calgary se malý Jan mohl pustit do pilování základních lyžařských prvků, protože se jeho otec v zemi javorového listu stal trenérem jednoho místního týmu. V roce 1989 se manželům Hudcovým narodil druhý syn, Phil. O čtyři roky později oba přijali nabídku pracovat ve středisku Banff pro Mountain Ski Academy, což byla obrovská příležitost i pro oba syny. Jan zde strávil téměř deset let jako student a zároveň nadějný lyžař.
Od roku 1999 byl Jan členem kanadského národního týmu. Na MS 2007 do Švédska neodjížděl s příliš vysokými ambicemi. Jeho nejlepším dosavadním výsledkem v závodech světového poháru bylo sedmé místo z listopadu 2004. To se mu podařilo vyrovnat hned v prvním startu na šampionátu, kdy se v Super-G umístil na sedmé pozici. O pět dnů později se kanadský reprezentant postavil na start sjezdu a šokoval lyžařský svět druhým nejrychlejším časem, takže převzal stříbrnou medaili. Tento úspěch kanadského reprezentanta vzbudil zájem českých médií a mohl poskytovat rozhovory i v češtině. Prvního vítězství ve Světovém poháru se dočkal 24. listopadu 2007, kdy vyhrál v Lake Louise závod ve sjezdu.
Dvakrát se v kanadském dresu zúčastnil zimních olympijských her. Ve Vancouveru 2010 se umístil na 24. místě v Super-G a na 25. místě ve sjezdu. Na ZOH 2014 v Soči získal bronzovou medaili v Super-G a ve sjezdu skončil na 21. příčce.
S českými lyžaři, např. Ondřejem Bankem, často absolvoval přípravy na závody. V květnu 2016 neakceptoval podmínky pro start v další sezóně, které mu předložil kanadský lyžařský svaz, a po dohodě s českým svazem podal žádost o změnu reprezentace. Mezinárodní lyžařská federace jí vyhověla a Hudec se tak od podzimu 2016 zařadil mezi české reprezentanty.
V českém týmu žádného většího úspěchu nedosáhl. Za Česko jednou startoval na světovém šampionátu (2017, nejlépe 32. místo v sjezdu) a jednou na zimní olympiádě (Pchjongčchang 2018: sjezd – 45. místo, Super-G – nedokončil). Po sezóně 2017/2018 ukončil sportovní kariéru.

## Osobní život
Jan Hudec žil v Kanadě v Calgary. Mezi jeho největší koníčky mimo lyžování patří auta a motocykly. Bratr Phil se úspěšně věnuje lyžování ve volném terénu a skikrosu.